# Lista ssaków Gibraltaru
Poniżej znajduje się lista gatunków ssaków odnotowanych na Gibraltarze. Na Gibraltarze żyją dwadzieścia cztery gatunki ssaków, z których jeden jest krytycznie zagrożony, jeden jest zagrożony, trzy są narażone, a jeden jest bliski zagrożenia.
Następujące tagi służą do wyróżnienia statusu ochrony każdego gatunku, zgodnie z oceną Międzynarodowej Unii Ochrony Przyrody:
| EX | Wymarły              | Nie ma uzasadnionych wątpliwości, że ostatni osobnik nie żyje.                                                                                    |
| EW | Wymarły na wolności  | Znany tylko z tego, że przetrwał w niewoli lub jako naturalizowane populacje daleko poza swoim poprzednim zasięgiem.                              |
| CR | Krytycznie zagrożony | Gatunek ten jest w bezpośrednim niebezpieczeństwie wyginięcia na wolności.                                                                        |
| EN | Zagrożony            | Gatunek ten stoi w obliczu niezwykle wysokiego ryzyka wyginięcia na wolności.                                                                     |
| VU | Narażony             | Gatunek ten jest narażony na wysokie ryzyko wyginięcia na wolności.                                                                               |
| NT | Bliski zagrożenia    | Gatunek ten nie spełnia żadnego z kryteriów, które klasyfikowałyby go jako zagrożony wyginięciem, ale prawdopodobnie stanie się to w przyszłości. |
| LC | Najmniejszej troski  | Obecnie nie ma żadnych identyfikowalnych zagrożeń dla gatunku.                                                                                    |
| DD | Niedostateczne dane  | Brak wystarczających informacji, aby dokonać oceny ryzyka dla tego gatunku.                                                                       |

## Rząd:Chiroptera(nietoperze)
- Podrząd: Microchiroptera
  - Rodzina: Vespertilionidae
    - Rodzaj: Myotis

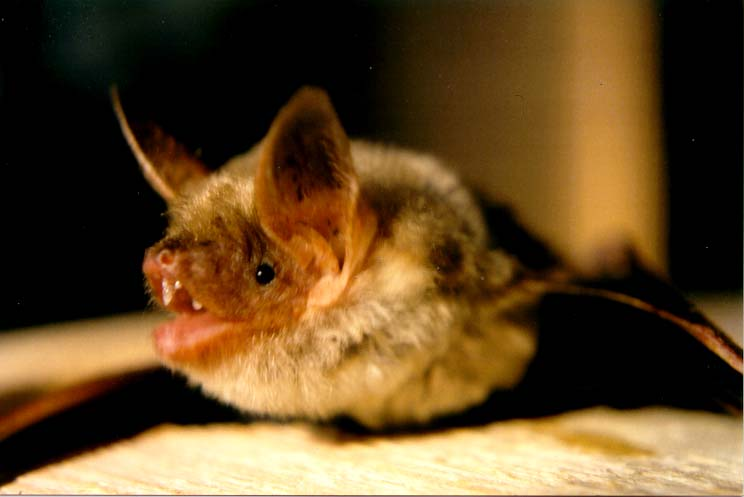
Nocek duży

      - Nocek duży, Myotis myotis LC (wytępiony)[2]

    - Rodzaj: Pipistrellus
      - Soprano pipistrelle, Pipistrellus pygmaeus LC[3]

    - Rodzaj: Miniopterus
      - Podkasaniec zwyczajny, Miniopterus schreibersii VU[4]

  - Rodzina: Molossidae
    - Rodzaj: Tadarida
      - Molosek europejski, Tadarida teniotis LC[5]

  - Rodzina: Rhinolophidae
    - Podrodzina: Rhinolophinae
      - Rodzaj: Rhinolophus
        - Podkowiec duży, Rhinolophus ferrumequinum LC (wytępiony)[6]
        - Podkowiec mały, Rhinolophus hipposideros LC (wytępiony)[7]

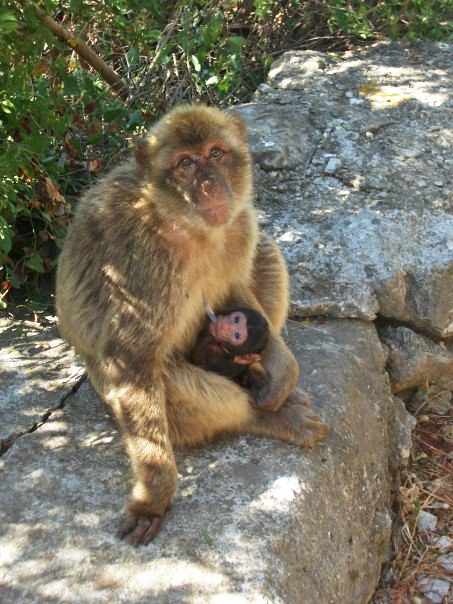
Samica magota gibraltarskiego karmiąca swoje młode przy na Gibraltarze.

## Rząd:Primates(małpy, krewniacy lemurów, lemury i człekokształtne)
- Rodzina: Cercopithecidae
  - Rodzaj: Macaca
    - Makak berberyjski, Macaca sylvanus EN (wprowadzony)[8]

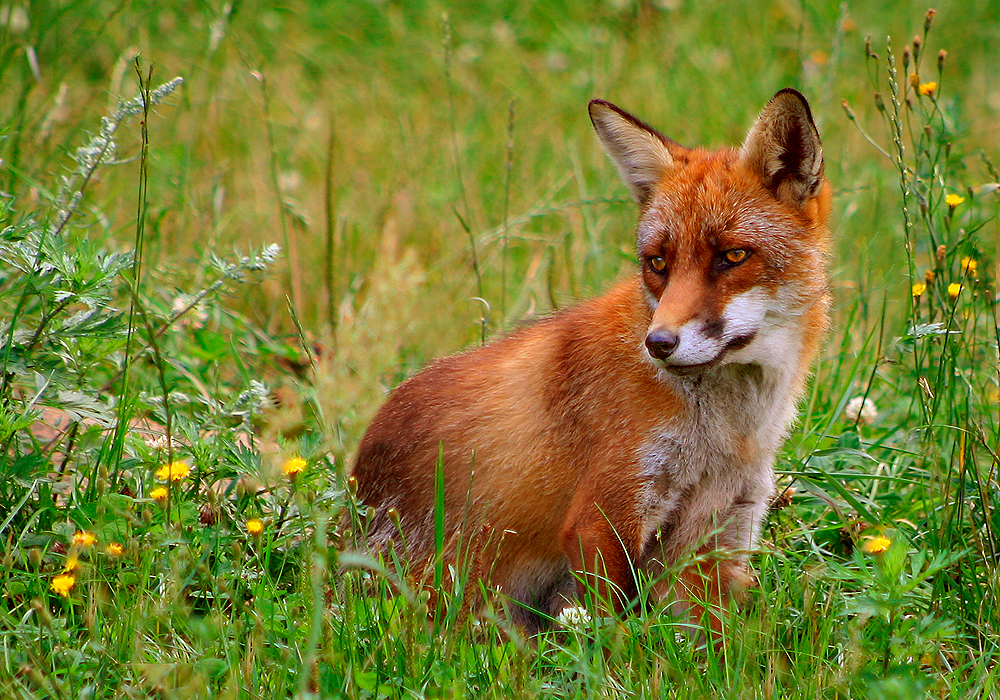
Lis rudy jest obecnie reintrodukowany do Gibraltar Nature Reserve.

## Rząd:Carnivora(drapieżniki)
- Rodzina: Canidae (psy i lisy) 
  - Rodzaj: Vulpes

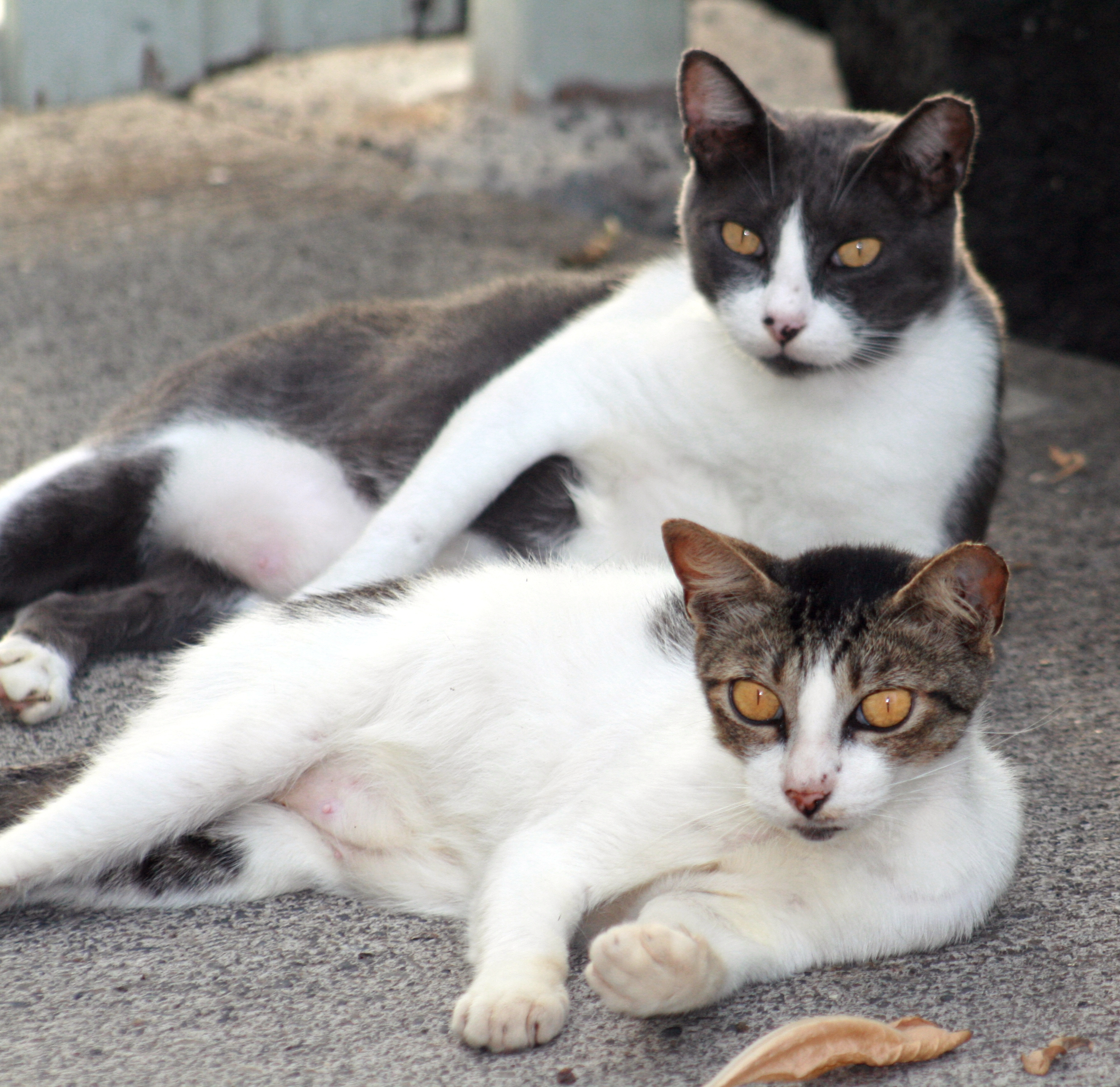
Dzikie koty

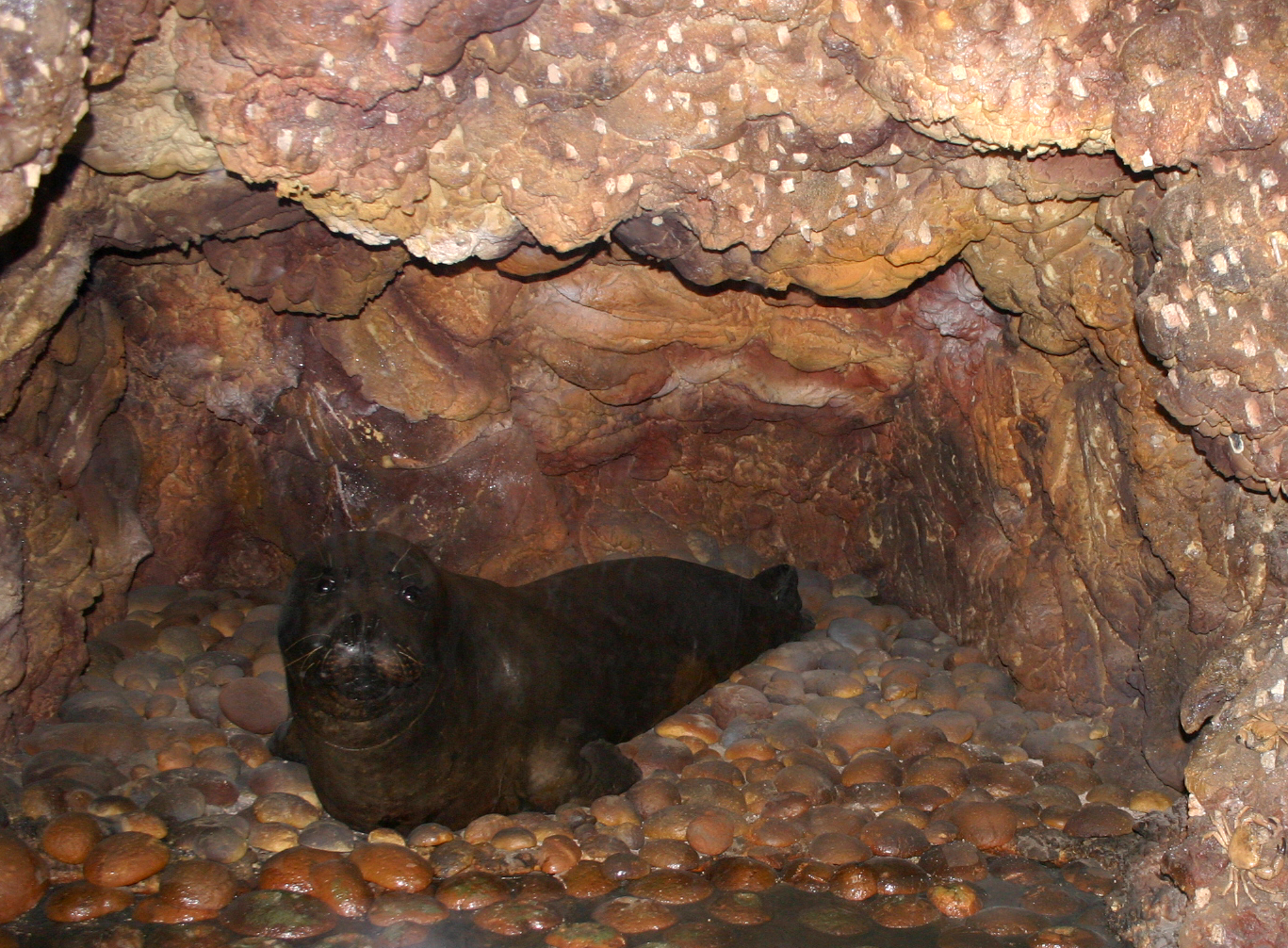
Mniszka śródziemnomorska

    - Lis rudy, Vulpes vulpes LC (wytępiony)[9]

## Infrarząd (rząd:Artiodactyla):Cetacea(delfiny i wieloryby)
- Podrząd: Mysticeti

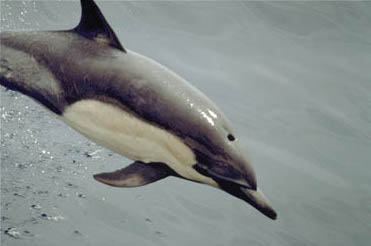
Delfin pospolity surfujący na fali dziobowej statku.

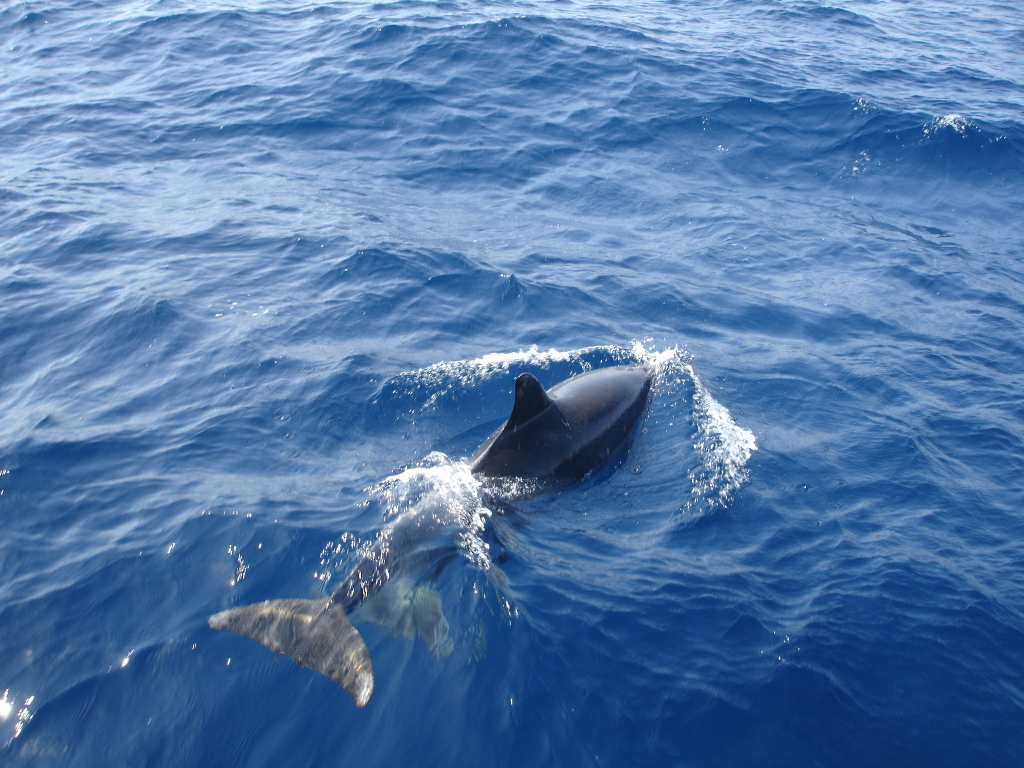
Delfiny w cieśninie

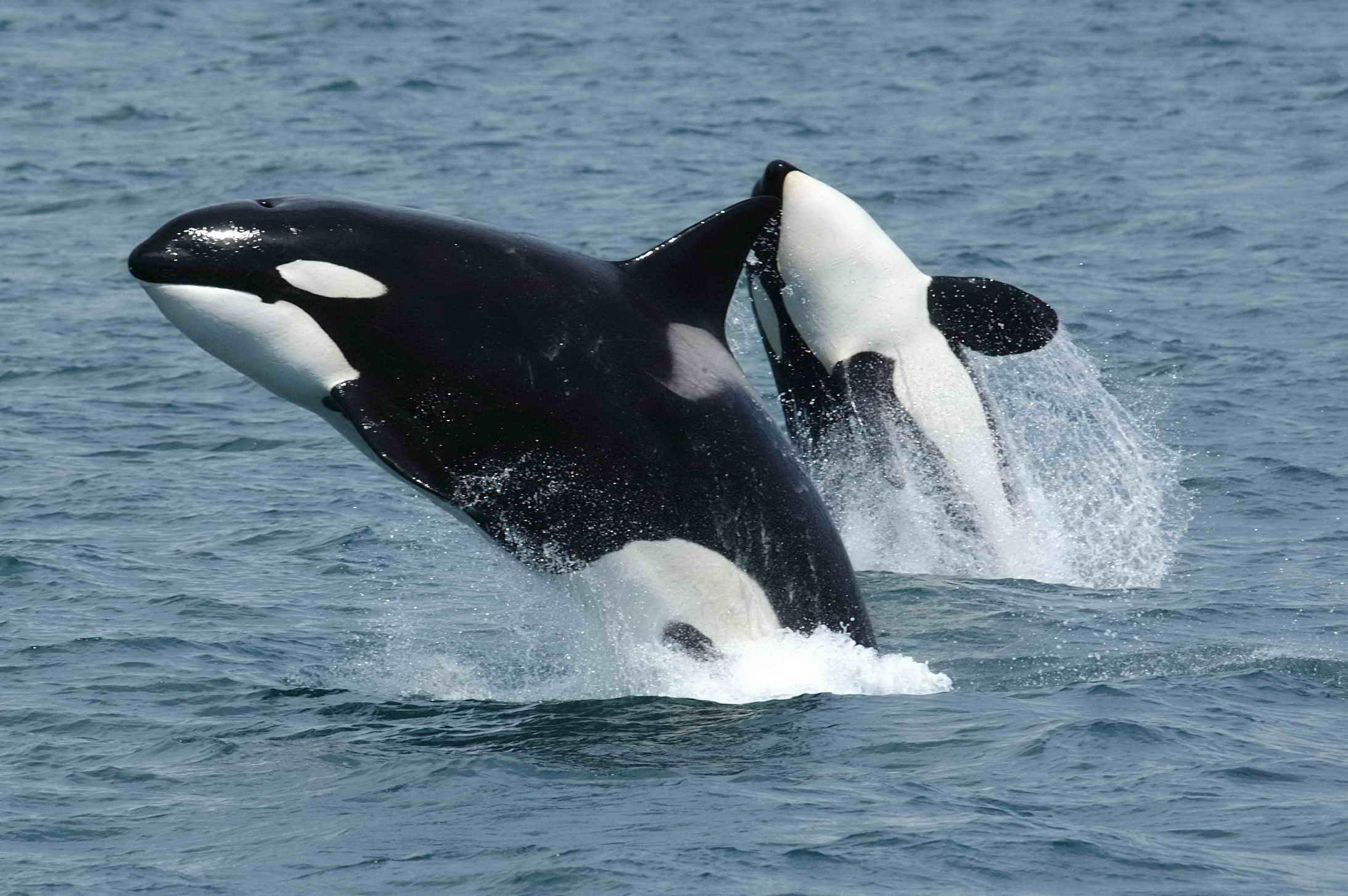
Orki wynurzające się z wody

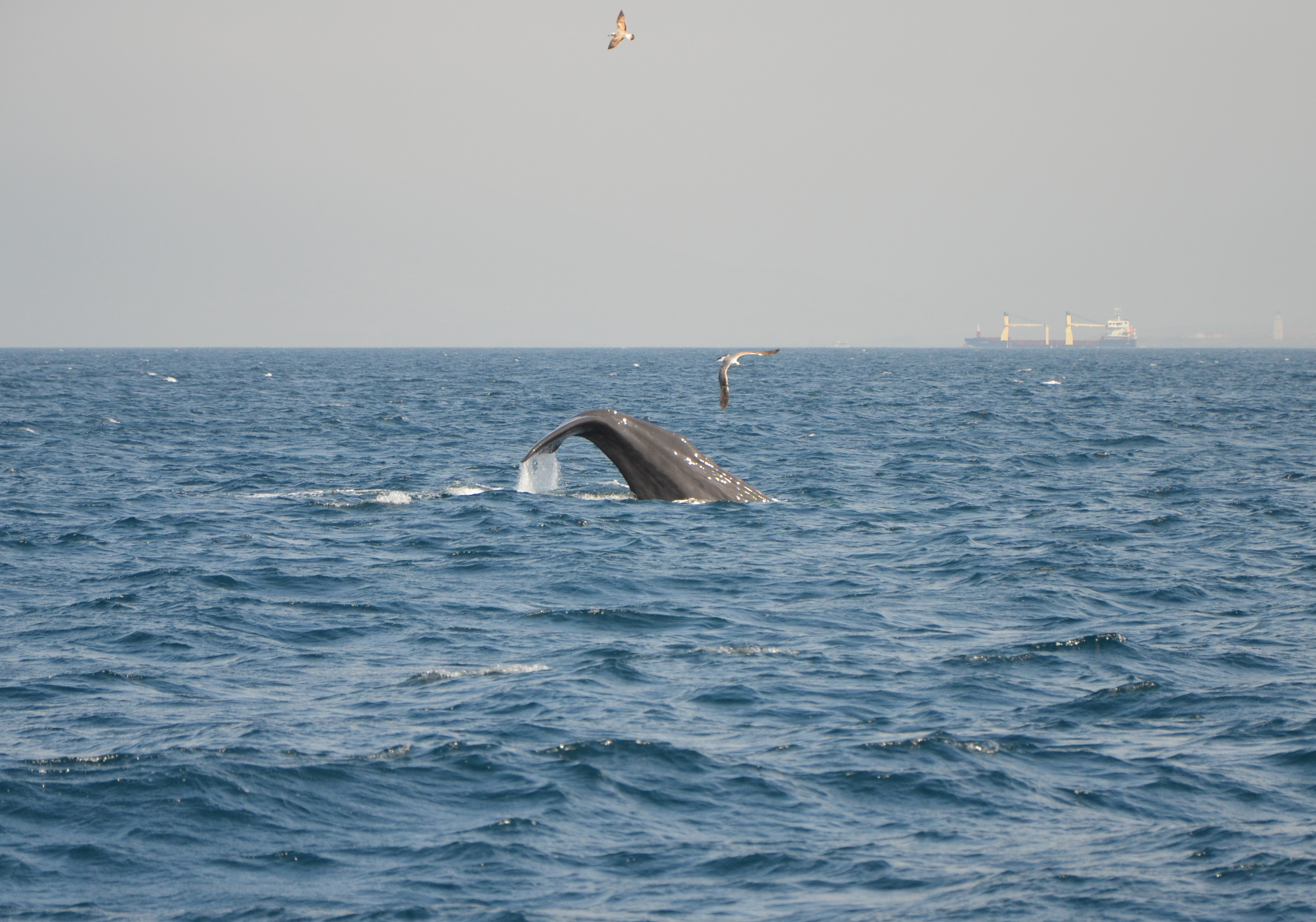
Kaszalot nurkujący w cieśninie.

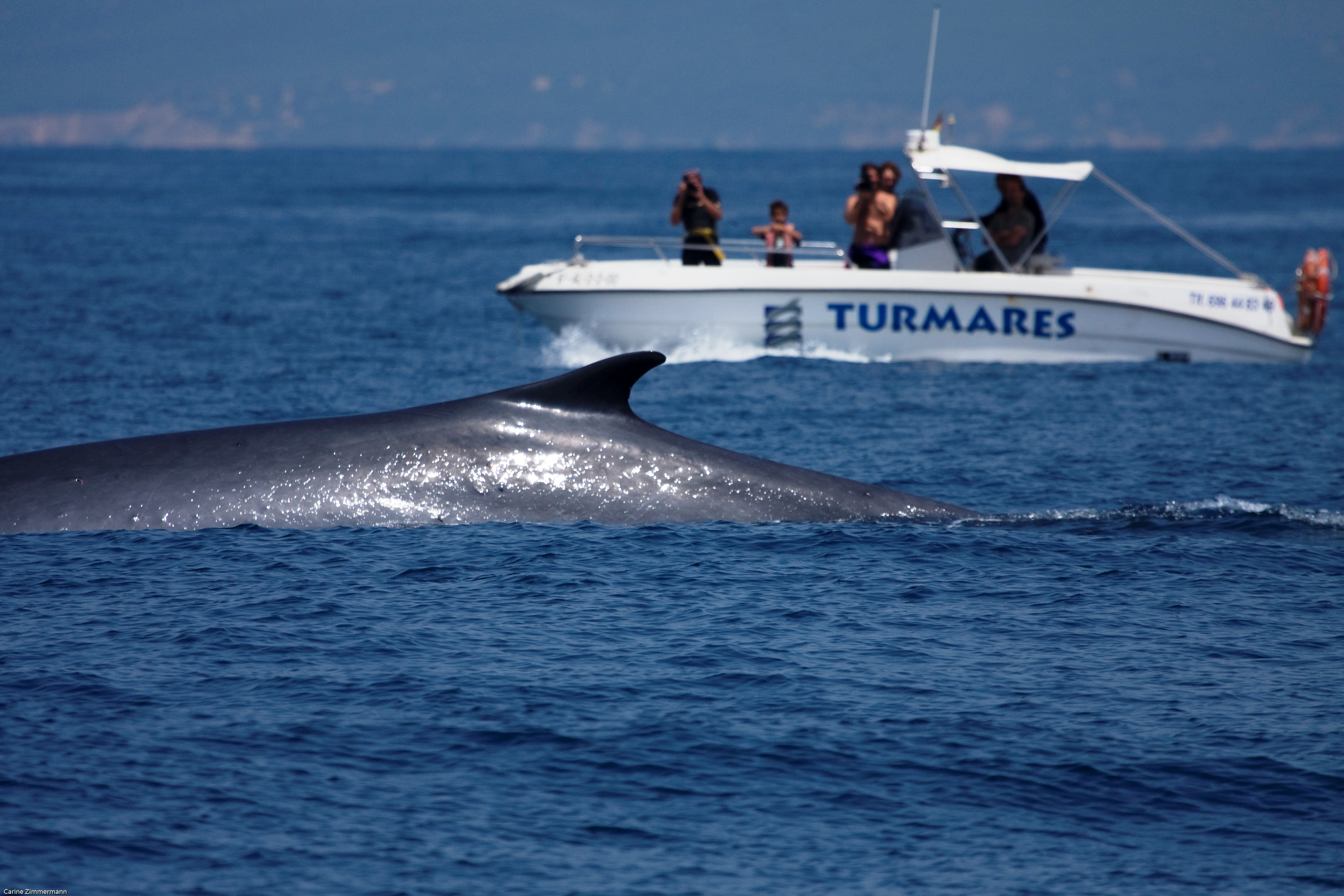
Statek obserwujący wieloryby i płetwal błękitny u wybrzeży Tarify

  - Rodzina: Balaenopteridae (płetwale)
    - Rodzaj: Balaenoptera
      - Płetwal zwyczajny, Balaenoptera physalus VU[10]
      - Płetwal karłowaty, Balaenoptera acutorostrata LC[11]
- Podrząd: Odontoceti
  - Rodzina: Physeteridae (kaszaloty)
    - Rodzaj: Physeter
      - Kaszalot spermacetowy, Physeter macrocephalus EN[12]

  - Rodzina: Ziphiidae (wieloryby dziobate) 
    - Rodzaj: Ziphius
      - Zyfia gęsiogłowa, Ziphius cavirostris LC[13]

    - Rodzina: Delphinidae (delfiny morskie)
      - Rodzaj: Tursiops
        - Butlonos zwyczajny, Tursiops truncatus VU[14]

      - Rodzaj: Steno
        - Steno długonosy, Steno bredanensis NT[15]

    - Rodzaj: Stenella
      - Delfinek pręgoboki, Stenella coeruleoalba VU[16]
      - Rodzaj: Delphinus
        - Delfin zwyczajny, Delphinus delphis EN[17]

      - Rodzaj: Grampus
        - Risso szary, Grampus griseus EN[18]

    - Rodzaj: Globicephala
      - Grindwal długopłetwy, Globicephala melas EN[19]
      - Rodzaj: Orcinus
        - Orka oceaniczna, Orcinus orca DD[20]

## Rząd:Rodentia(gryzonie)
- Rodzina: Muridae (szczury i myszy)
  - Rodzaj: Rattus
    - Szczur śniady, Rattus rattus LC (wprowadzony)[21]
    - Szczur wędrowny, Rattus norvegicus LC (wprowadzony)[22]

  - Rodzaj: Mus
    - Mysz domowa, Mus musculus LC[23]

## Rząd:Lagomorpha(króliki i zające)
- Rodzina: Leporidae
  - Rodzaj: Oryctolagus

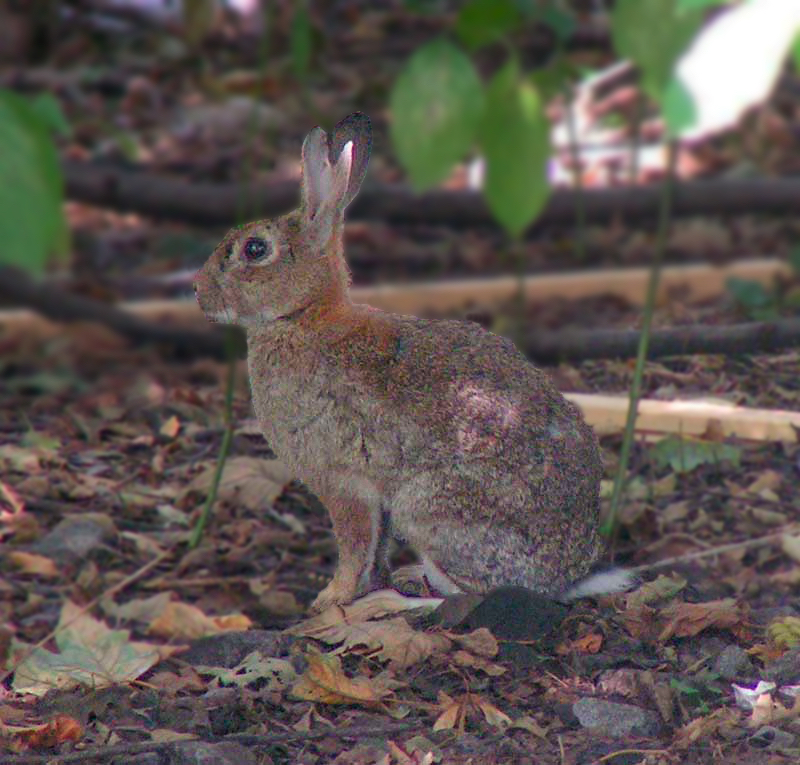
Królik europejski

    - Królik europejski, Oryctolagus cuniculus EN[24]

## Rząd:Artiodactyla(parzystokopytne)
Parzystokopytne to kopytne, których ciężar jest przenoszony mniej więcej po równo przez trzeci i czwarty palec, a nie głównie lub całkowicie przez trzeci, jak u nieparzystokopytne. Istnieje około 220 gatunków parzystokopytnych, w tym wiele o dużym znaczeniu gospodarczym dla ludzi.
- Rodzina: Bovidae (woły)
  - Podrodzina: Caprinae
    - koziorożec pirenejski, Capra pyrenaica LC (wytępiony)[25]
      - koziorożec hiszpański(inne języki), C. p. pyrenaica (wytępiony)